# Агирре, Атанасио
Атанасио Агирре, Атанасио де ла Крус Агирре Агуадо (исп. Atanasio de la Cruz Aguirre Aguado, 2 июня 1801 — 28 сентября 1875) — уругвайский государственный деятель, исполняющий обязанности президента Уругвая в 1864—1865.
Его первые публичные выступления приходятся на времена освободительного движения 1825—1828 годов. С 1833 по 1838 год он занимал должность Военного комиссара, а после Великой Войны, в 1852 году, был избран депутатом. В 1861 году избран в Сенат, а 1 марта 1864 года, после окончания полномочий Бернардо Пруденсио Берро, занял пост президента страны.
Его правление, которое продолжалось около одного года, переросло в гражданскую войну, начатую партией Колорадо и её лидером Венансио Флоресом, которые пользовались поддержкой Бразильской империи и аргентинского президента Бартоломе Митре. После ряда требований бразильского правительства в мае 1864 года, которые Агирре отказался выполнять, бразильские войска при поддержке партии Колорадо вторглись на территорию Уругвая.
В ответ в декабре 1864 года Агирре разорвал договор 1851 года об альянсе и сотрудничестве с Бразилией. Этими действиями он пытался спровоцировать французскую интервенцию, для чего в январе 1865 года направил посольство к Наполеону III (миссия Кандидо Хуанико).
Однако 16 февраля 1865 года столица страны Монтевидео была взята бразильскими войсками, Агирре передал президентский пост председателю Сената Томасу Вильяльба, который через несколько дней был свергнут бразильцами, и президентом окончательно стал Венансио Флорес. Эти события стали одним из поводов войны Тройственного союза.